# Gwenaëlle Aubry
Gwenaëlle Aubry (2 de abril de 1971) es una novelista y filósofa francesa.

## Biografía
Después de dos años de clases preparatorias en el Lycée Henri-IV de París, comenzó sus estudios en la Escuela Normal Superior en 1989 a la edad de dieciocho años, obteniendo una especialización en Filosofía en 1992. Luego recibió la Beca Knox en Trinity College, Cambridge, donde obtuvo una Maestría en Filosofía. En 1999 recibió un Doctorado en Filosofía de la Universidad de París IV París Sorbonne.
Fue profesora asociada de filosofía antigua en la Universidad de Nancy II de 1999 a 2002. Se desempeña como directora de investigación en el Centre national de la recherche scientifique (Centro Nacional de Investigación Científica) y es miembro asociado del Centre international d'étude de la philosophie française contemporaine (Centro Internacional para el Estudio de la Historia Contemporánea Filosofía francesa) (ENS-Ulm). También es miembro del comité de lectura del Théâtre national de la Colline. Está casada con el filósofo Quentin Meillassoux.

## Escritora
Publicó su primera novela, Le Diable détacheur, en 1999.
En 2002 se publicó L'Isolée, que se inspiró en Florence Rey, y luego se revisó y amplió en 2003 con la adición de la narración corta L'Isolement.
En 2007, después de una residencia en Villa Médici, publicó Notre vie s'use en transfigurations, fragmentos de los cuales fueron escenificados por Sarah Oppenheim para la obra Donnez-moi donc un corps!, representada en 2017 por el Théâtre du Soleil.
En 2009, recibió el Premio Femina por Personne, una novela, que es un "retrato en veintiséis ángulos y con el centro ausente de una melancólica". El libro también fue preseleccionado para el Premio Médicis, el Gran Premio de Novela de la Academia Francesa, el Prix Novembre y el Premio de Flore. Ha sido traducido a una docena de idiomas y fue publicado en los Estados Unidos como Nadie en la traducción de Trista Selous con un prefacio de Rick Moody.
En 2012 salió Partages, un "libro de apariciones", que refleja, a veces en páginas alternas, las voces de dos niñas, una judía y otra palestina, ambientado en Israel durante la Segunda Intifada. Fue finalista del Premio Goncourt y finalista del Grand Prix du Roman de l'Académie française.
En 2015, publicó Lazare mon amour, un retrato prismático de Sylvia Plath, en L'Une et L'Autre. Luego lo adaptó a una obra de teatro, que se publicó por separado en 2016.
En 2016 salió a la luz la novela autobiográfica Perséphone 2014. El texto es leído por la autora, acompañada por el guitarrista Sébastien Martel; el texto también fue escenificado por Anne Monfort con motivo del décimo Festival de Caves. Han aparecido traducciones parciales al inglés de Benjamin Eldon Stevens (Arion, invierno de 2018, 25.3: 161–173) y de Wendeline A. Hardenberg (Asymptote, abril de 2019).
En 2018 se publicó su novela La Folie Elisa. En noviembre de 2018 se realizó una versión escenificada con Aubry, el guitarrista Sébastien Martel y Judith Chemla.
Aubry produjo una adaptación radiofónica de La muerte de Virgilio de Hermann Broch para France Culture y ha escrito estudios literarios de Yves Bonnefoy, W. G. Sebald y Georges Perec, así como obras breves publicadas en revistas y diarios, en particular La Nouvelle Revue Française. También es autora de varios libros y varios artículos sobre filosofía antigua y su recepción contemporánea, así como traductora del griego antiguo (Plotino, Porfiro, Proclo). En 2018 publicó Genèse du Dieu souverain.  Archéologie de la puissance II, el segundo volumen después de Dieu sans la puissance. La autora rechazó que el primer motor de Aristóteles pudiera haber sido el primer principio de todas las cosas porque sólo es capaz de atraer entidades capaces de su imitación, y declaró elegir la potencia de todos los seres (en griego antiguo: dunamis pantōn) descrita por Plotino y Platón.

## Obra
- Le Diable détacheur, Actes Sud, 1999 (reeditado por Mercure de France, 2012, ganador de la Bourse Cino Del Duca )
- L'Isolée, Stock, 2002
- L'Isolement, Stock, 2003 (L'isolée/L'isolement, reeditado por Mercure de France, 2010)
- Ploteo. Traité 53 (I, 1) Introducción, traducción, comentario y notas, Cerf, Colección Les Ecrits de Plotin, 2004
- Notre vie s'use en transfigurations, Actes Sud, 2007
- Dieu sans la puissance: Dunamis et Energeia chez Aristote et chez Plotin (ensayo), Vrin, 2007
- Le moi et l'intériorité, Vrin, 2008 (editor)
- Personne, Mercure de France, 2009 (ganador del Premio Femina)
- Partages, Mercure de France, 2012
- Lazare mon amour, L'Iconoclaste, 2016
- Perséphone 2014, Mercure de France 2016
- Genèse du Dieu souverain. Arqueología de la potencia II , Vrin, 2018
- La Folie Elisa, Mercure de France, 2018